# Jour de l'Indépendance (États-Unis)
Pour les articles homonymes, voir Independence Day.
Le Jour de l’Indépendance, également appelé 4 juillet (en anglais : Independence Day, July 4 ou Fourth of July), est la fête nationale des États-Unis commémorant la Déclaration d'indépendance du 4 juillet 1776, vis-à-vis de la Grande-Bretagne.
Ce jour est l’occasion de fêtes et de cérémonies célébrant l'histoire du pays, son gouvernement et ses traditions. Se déroulent notamment des feux d'artifice, des défilés (appelés « parades »), des barbecues, des pique-niques, des matchs de baseball, etc.

## Histoire

### Choix de la date
Bien que le 4 juillet soit une sorte d'icône pour les Américains, certains clament que la date est arbitraire. Les indépendantistes américains se sont battus contre les Britanniques dès avril 1775. La première motion concernant l'indépendance a été faite le 4 juin 1776 au Congrès continental. Après de longs débats, le Congrès vota de façon unanime, mais secrètement, l'indépendance vis-à-vis de la Grande-Bretagne le 2 juillet (la Lee Resolution), et désigna Thomas Jefferson pour écrire une ébauche de déclaration. Le Congrès retravailla l'ébauche jusqu'à peu après 11 heures, le 4 juillet, quand treize colonies votèrent pour son adoption (New York s'est abstenu des deux votes) et donnèrent une copie aux imprimeurs signée seulement par John Hancock, le Président du Congrès, et le secrétaire Charles Thomson. Philadelphie célébra la Déclaration par des lectures publiques et des feux de joie le 6 juillet. Les autres membres du Congrès n'ont pas signé avant le 2 août, mais ce fut quand même gardé secret par peur de représailles britanniques.
Selon Thomas Jefferson, John Adams écrivit à sa femme Abigail le 3 juillet 1776 :

« Le deuxième jour de juillet 1776 sera le jour le plus mémorable de l'histoire des États-Unis. J'ai tendance à croire que ce jour sera fêté par les générations à venir comme la grande fête commémorative. Il mérite d’être célébré comme le jour de la délivrance, par des actes solennels de dévotion à Dieu Tout-Puissant. Il mérite d’être célébré en grande pompe et avec des parades, avec des spectacles, des jeux, du sport, des coups de feu, des cloches, des feux de joie, et des illuminations, d’un bout à l’autre du continent, à partir de maintenant et pour toujours. »

Les lecteurs modernes pensent comprendre par « illuminations », qu'Adams signifiait feux d'artifice. Il évoquait en réalité une tradition du XVIIIe qui invitait les familles à placer des bougies allumées à chaque fenêtre. Les feux d'artifice firent leur apparition lors des célébrations du 4 juillet tardivement dans le XIXe, sans doute notamment à cause de leur prix élevé. Au début du XXe siècle, les Américains célébraient le 4 juillet en tirant des coups de feu en l'air. Les villes possédant un canon l'utilisaient.
Certainement, le vote du 3 juillet était l'acte décisif. Mais le 4 juillet est la date où, comme édicté par le Congrès, les Philadelphiens entendirent pour la première fois des informations concrètes quant à l'indépendance, en opposition aux rumeurs qui couraient avant.

### Observations
- En 1777, 13 coups de canon furent tirés, une première fois le matin et une seconde à la tombée de la nuit, le 4 juillet à Bristol. Philadelphie célébra l'anniversaire d'une manière que les Américains trouveraient familière : un dîner officiel dans le bâtiment où se trouvait le Congrès Continental , toasts, 13 tirs de fusils, des discours, des prières, de la musique, des parades, une revue des troupes et des feux d'artifice.
- En 1778, le Général George Washington marque le quatre juillet par une double ration de rhum pour ses soldats et un tir d'artillerie. Les ambassadeurs John Adams et Benjamin Franklin organisent un dîner à Paris avec leurs « camarades » français.
- En 1779, le 4 juillet tombe un dimanche. Le jour férié relatif à la déclaration d'indépendance fut célébré un lundi 5 juillet.
- En 1781, le Massachusetts est le premier Etat fédéré à reconnaître le 4 juillet comme fête nationale.
- En 1791, le terme d’Independence Day est utilisé pour la première fois, dans des déclarations officielles.
- En 1870, le Congrès fait du Jour de l’Indépendance un jour férié, quoi qu'impayé, pour les employés fédéraux[2].
- En 1941, le Congrès décide que l'Independence Day est un jour férié fédéral rémunéré. Les résidents de Vicksburg (Mississippi), célébrèrent la fête pour la première fois en 78 ans, grâce à la fin du Siège de Vicksburg avec la victoire de l'Union durant la guerre de Sécession le 4 juillet 1863.

## Coutumes

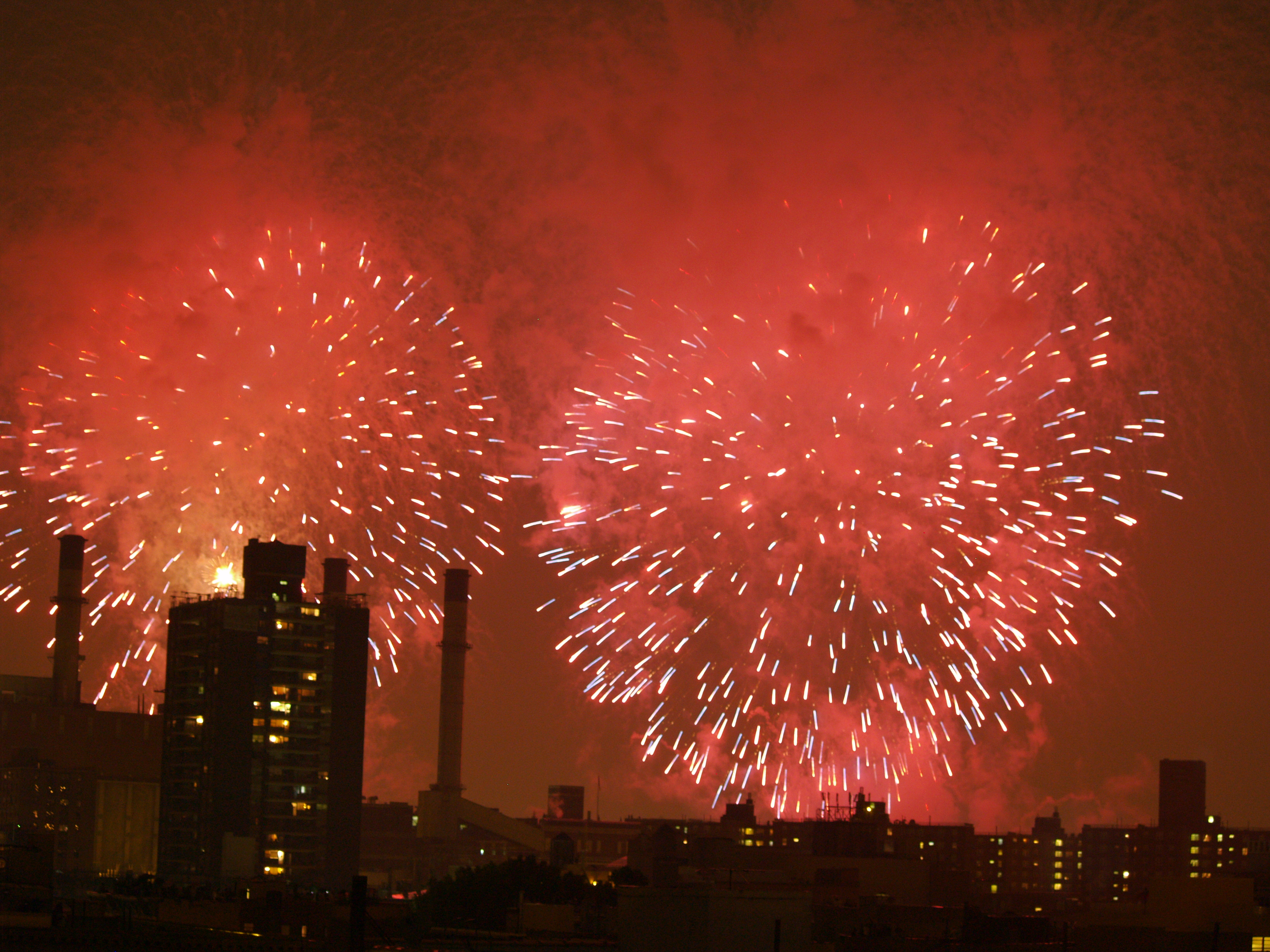
Feux d'artifice de New York sponsorisés (ou commandités) par Macy's.

Le jour de l'indépendance est un jour férié national marqué par des événements patriotiques. Les célébrations ont souvent lieu en extérieur. En tant que jour férié fédéral, les institutions fédérales non nécessaires (comme les services postaux) sont fermées. Beaucoup de politiciens profitent de ce jour pour apparaître en public et louer l'héritage national, historique, la société, et les individus.
Les décorations utilisées sont généralement rouges, blanches ou bleues, pour rappeler le drapeau américain. Les parades ont souvent lieu le matin, tandis que les feux d'artifice ont lieu le soir.
Les feux d'artifice sont souvent accompagnés par des chansons telles que The Star-Spangled Banner, God Bless America, America the Beautiful, My Country, 'Tis of Thee, This Land Is Your Land, Stars and Stripes Forever, et, localement, Yankee Doodle dans les Etats du Nord Est et Dixie dans les États du sud. Certaines des paroles rappellent la guerre d'indépendance ou la guerre de 1812.
Un coup de feu est tiré dans chaque base militaire des États des États-Unis, appelé le « salute to the union » (en français : « salut à l'Union »).
Alors que les officiels observent toujours le 4 juillet, le niveau de participation varie en fonction du jour de la semaine sur lequel tombe le 4. Si le jour férié tombe au milieu de la semaine, certains feux d'artifice ou certaines célébrations sont reportés au week-end.
En France, l'ambassadeur des États-Unis se rend traditionnellement au cimetière de Picpus à Paris afin de rendre hommage au marquis de Lafayette et cette cérémonie officielle a lieu en présence de diverses autorités françaises.

## Aspects environnementaux
Depuis un siècle environ, l'importance et le nombre des spectacles pyrotechniques augmentent . Selon l'APA (American Pyrotechnics Association), en 2013, environ 14 000 feux d'artifice ont été tirés en une nuit ; soit 88 % de tous les feux d'artifice de l'année aux États-Unis).
L'addition des gaz, nanoparticules, aérosols et fumées produites par chaque spectacle pyrotechnique conduit à une forte augmentation de la pollution de l'air dans une grande partie de l'Amérique du Nord au moment du Jour de l'Indépendance et les jours suivants, : en moyenne calculée sur plusieurs années à partir de 315 sites de mesures, la pollution particulaire augmente de +42 % dans le pays (+ 370 % des PM2,5 près d'un feux d'artifice durant 24 heures).
Un phénomène similaire a été constaté ailleurs lors de grandes fêtes telles que le nouvel an chinois, la fête des lanternes en Chine, le 14 Juillet en France (dizaines de milliers de sites de feux d'artifice), le Jour du Canada ou Canada Day, le Bonfire Night au Royaume-Uni et la grande fête de Diwali en Inde.